# Tamara Bykovová
Tamara Vladimirovna Bykovová (rusky Тамара Владимировна Быкова; * 21. prosince 1958 Azov, RSFSR) je bývalá sovětská atletka, ruské národnosti, která se věnovala skoku do výšky.
V roce 1983 se stala v Helsinkách historicky první mistryní světa na prvním ročníku mistrovství světa v atletice. Jako první výškařka v historii překonala pod širým nebem 205 cm. Na letních olympijských hrách v Soulu 1988 vybojovala bronzovou medaili.
Tamara Bykovová je trojnásobná halová mistryně bývalého Sovětského svazu z let 1983 (191 cm), 1990 (198 cm) a 1991 (194 cm). Na dráze získala pět titulů, pocházejí z let 1980 (197 cm), 1982 (197 cm), 1983 (197 cm), 1985 (200 cm) a 1989 (194 cm).
Na Hrách dobré vůle v roce 1990 v americkém Seattlu byla pozitivně testována na efedrin, dostala tříměsíční zákaz startu a nemohla se zúčastnit evropského šampionátu.

## Osobní rekordy
- hala - (203 cm - 6. březen 1983, Budapešť)
- venku - (205 cm - 22. června 1984, Kyjev)